# Erzherzog-Johann-Kohlröschen
Das Erzherzog-Johann-Kohlröschen (Nigritella archiducis-joannis, Syn.: Gymnadenia archiducis-joannis (Teppner & E. Klein) Teppner & E. Klein) ist eine Orchideenart, die an wenigen Standorten im Toten Gebirge, im Dachstein, den Karawanken, der Koralpe – also in den österreichischen Bundesländern Steiermark, Oberösterreich, Salzburg und Kärnten – sowie im slowenischen Triglav-Nationalpark endemisch ist. Sie wird von manchen Autoren aber auch als Unterart vom Roten Kohlröschen angesehen und heißt dann Nigritella rubra subsp. archiducis-joannis (Teppner & E.Klein) H.Baumann & R.Lorenz.

## Beschreibung
Der Blütenstand ist kugelig. Die Blüten sind hell bis dunkel fleischfarben. Lippe, seitliche Kronblätter und mittleres Kelchblatt sind gerade nach vorn gestreckt und nicht spreizend. Die Lippe ist 8 Millimeter lang und verengt sich 2 bis 4 Millimeter über dem Grund sattelförmig. Die seitlichen Kelchblätter sind geringfügig breiter als die seitlichen Kronblätter. Der Sporn ist 1,4 Millimeter lang. Die Fortpflanzung geschieht ungeschlechtlich.
Die Blütezeit reicht von Juli bis August.

## Verbreitung und Standort
Diese Art wurde zuerst in den nordöstlichen Kalkalpen im Toten Gebirge als endemisch beschrieben. 1996 wurde die Art auch an wenigen Standorten der Dachsteingruppe (Land Salzburg), 2006 auf dem Hochobir (Karawanken, Kärnten) und der steirischen Koralpe und 2008 im Triglav-Nationalpark in Slowenien entdeckt. Sie wächst auf subalpin-alpinen Kalkmagerrasen in Höhenlagen zwischen 1800 und 2000 m NN.

## Taxonomie
Die Art wurde 1985 von Herwig Teppner und Erich Klein in Phyton (Horn) Band 25 Seite 168 als Nigritella archiducus-joannis erstbeschrieben. Sie wurde 1998 von Teppner und E. Klein in Phyton (Horn) Band 38 Seite 222 als Gymnadenia archicucis-joannis in die Gattung Gymnadenia gestellt.